# In Concert (The Dubliners)
In Concert è il secondo album discografico dal vivo dei The Dubliners, pubblicato dall'etichetta discografica Transatlantic Records nel 1965.
Roddy Mac Corley conosciuto come il Kevin Barry del nord, morì sul vecchio ponte in legno di Toom Bridge presso Belaghy, contea di Derry (Irlanda), un luogo molto celebrato dai repubblicani d'Irlanda.
The Twang Man. Questa è una canzone in slang dublinese che Ronnie Drew imparò da suo padre.
Reels - The Sligo Maid, Colonel Rodney. Il primo dei due brani di questo medley, è un motivo molto popolare a Dublino che John Sheehan apprese al Fiddlers Club di Church Street.
Seamus Ennis fu il primo interprete che il gruppo sentì cantare  The Woman from Wexford. Ci sono numerose versioni di questa canzone sul tema Blind Man He Can See, molto popolare anche nella letteratura medievale.
The Patriot Game, Bobby Lynch prima di unirsi alla band suonava questo brano a Dublino e dintorni.

Mi portarono nel luogo dove si trovava mio figlio

Aveva un bagliore rossastro riflesso dal sole sulla guancia

Lasciatemi tristemente contemplare le sue labbra che mai più parleranno

Oh vergogna ai vigliacchi che rubarono la sua vita

Diciassette furono gli anni che visse, povero ragazzo mio

Ora il coperchio della bara chiuderà ogni gioia del mio cuore

Oh vergogna ai vigliacchi che distrussero il mio bambino

Dominic Behan scrisse queste righe dopo la sepoltura di Fergal O'Hanlon, che morì in un attentato presso il confine tra l'Eire ed l'Irlanda del nord; in seguito perfezionò le linee di questa ballata che sarebbe diventata famosa nel mondo come The Patriot Game.
Roisin Dubh. Barney McKenna, che proveniva da una famiglia di musicisti probabilmente sentì Rakish Paddy da un suo zio. Benché sia un ottimo multistrumentista esprime il massimo delle sue qualità con il banjo (tenore) ed il mandolino. Qui con John Sheahan suona Roisin Dubh a volte intitolata My Little Black Rose ballata allegorica irlandese.
Air - Fa La La Lo già eseguita da Ray e Archie Fisher. La canzone ha un significato più profondo di quello che si può pensare.
Peggy Lettermore, è l'unica canzone del disco cantata in gaelico, cantata da Ciarán Bourke che imparò il gaelico assieme all'inglese. La canzone è in lode ad una ragazza di nome Peggy proveniente dall'isola di Lettermore situata nella regione di Connemara (Irlanda).
Easy and Slow è una canzone che il gruppo sentì da varie esibizioni della famiglia Behan nei Pubs di Dublino.
My Love Is in America è uno dei cavalli da battaglia di Barney McKenna. È da molti considerato uno dei migliori banjoisti d'Irlanda (e del mondo).
Seamus Ennis fu il primo che rese The Kerry Recruit popolare. I Dubliners hanno adattato la canzone in stile dublinese.
In The Old Orange Flute, canzone tradizionale irlandese con i flauti a farla da padrona, è una canzone associata al nazionalismo irlandese.
The Donegal Reel and The Longford Collector. Il gruppo scherzosamente suonò questo brano fuori dalla chiesa durante il matrimonio di Ronnie Drew reintitolando la canzone in quell'occasione Ronnie's Wedding.
The Leaving of Liverpool. Luke Kelly che apparve già nel primo disco della band (rientrandovi di nuovo in seguito) rese popolare questo brano in Irlanda.

## Tracce
Brani tradizionali (con arrangiamenti dei The Dubliners), eccetto dove indicato.
Lato A
1. Roddy Mac Corley – 3:47
2. The Twang Man – 2:12
3. Reels: Sligo Maid / Colonel Rodney – 2:13
4. The Woman from Wexford – 2:42
5. The Patriot Game – 4:23 (Dominic Behan)
6. Roisin Dubh – 4:06
7. Air Fa La La Lo – 3:44

Durata totale: 23:07
Lato B
1. Peggy Lettermore – 1:49
2. Easy & Slow – 2:59
3. My Love Is in America – 2:07
4. The Kerry Recruit – 4:16
5. The Old Orange Flute – 2:58
6. Reels: The Donegal Reel / The Longford Collector – 2:10
7. The Leaving of Liverpool – 4:58

Durata totale: 21:17
Edizione CD del 2003, pubblicato dalla Castle Communications (CMRCD 789)
Brani tradizionali (con arrangiamenti dei The Dubliners), eccetto dove indicato.
1. Roddy Mac Corley – 3:47
2. The Twang Man – 2:12
3. Reels Medley – 2:13
4. The Woman from Wexford – 2:42
5. The Patriot Game – 4:23 (Dominic Behan)
6. Roisin Dubh – 4:06
7. Air Fa La La Lo – 3:44
8. Peggy Lettermore – 1:49
9. Easy and Slow – 2:59
10. My Love Is in America – 2:07
11. The Kerry Recruit – 4:16
12. The Old Orange Flute – 2:58
13. Reels Medley – 2:10
14. Leaving of Liverpool – 4:58
15. Peggy Lettermore – 1:49 – Bonus Track
16. The Ragman's Ball – 2:10 – Bonus Track
17. Reels Medley – 2:13 – Bonus Track
18. Home, Boys, Home – 3:16 – Bonus Track
19. King of the Fairies – 2:14 – Bonus Track
20. The Mason's Apron – 3:52 – Bonus Track
21. Kitty Come Down from Limerick – 3:00 – Bonus Track
22. The Cuilin – 3:48 – Bonus Track
23. The Greenland Whale Fisheries – 2:54 – Bonus Track

Durata totale: 69:40

## Musicisti
- Ronnie Drew - voce, chitarra
- Barney McKenna - banjo tenore , mandolino
- Ciarán Bourke - voce, flageolet (tin whistle), armonica
- John Sheahan - fiddle, flageolet (tin whistle), mandolino
- Bobby Lynch - voce, chitarra
- Luke Kelly - voce, banjo a 5 corde (brani bonus CD: #15, #16, #17 e #18)[2]

Note aggiuntive
- Nathan Joseph - produttore
- Registrato dal vivo il 4 dicembre 1964 al Concert Hall Cecil Sharp House di Londra, Inghilterra.
- Martin Haines - ingegnere del suono
- Brian Shuel - copertina e design[1]